# Zygmunt Robel

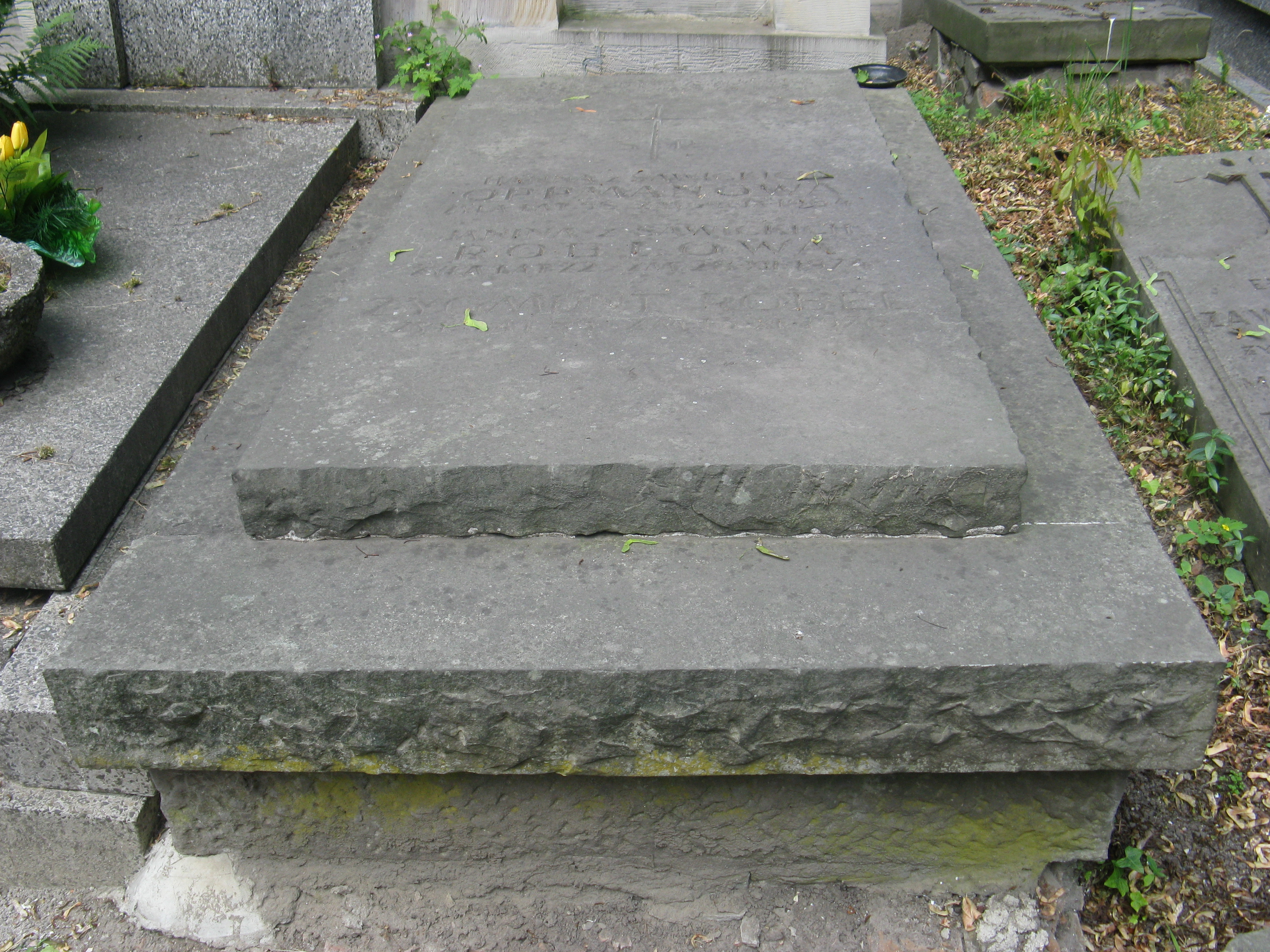
Grób Zygmunta Robela na cmentarzu Powązkowskim

Zygmunt Tadeusz Robel (ur. 29 listopada 1891, zm. 13 listopada 1976) – polski prawnik, urzędnik państwowy i działacz polityczny, p.o. wojewody krakowskiego (1945), pełnomocnik Rządu RP na okręg mazurski (1945–1946) i wojewoda olsztyński (1946–1947).

## Życiorys
Ukończył studia prawnicze na Uniwersytecie Lwowskim. W okresie II Rzeczypospolitej sprawował funkcję naczelnika wydziału wojskowego w Śląskim Urzędzie Wojewódzkim w Katowicach (1918–1939). 
Od 31 sierpnia 1945 pełnił obowiązki wicewojewody oraz p.o. wojewody krakowskiego. 15 grudnia 1945 zastąpił Jakuba Prawina w roli pełnomocnika Rządu RP na okręg mazurski. 29 maja 1946 objął urząd wojewody nowo utworzonego województwa olsztyńskiego. Funkcję sprawował do odwołania 8 września 1947. Na jesieni 1946 włączył się w organizację Stronnictwa Pracy na terenie Warmii i Mazur, zasiadając w jego Zarządzie Wojewódzkim. Od 1947 był dyrektorem PZU w Warszawie. W ostatnim okresie życia pełnił funkcję sekretarza Uniwersytetu Warszawskiego.
W 1947 jego żoną została Janina Jakubowska, de domo Grzybowska (wdowa po Stanisławie Poraj Jakubowskim, matka Leonarda Jakubowskiego), z którą zamieszkiwali przy ulicy Lwowskiej 7 (wraz z nimi zamieszkiwała Danuta Przystasz). Miał córkę Alinę.
Zmarł 13 listopada 1976. Został pochowany na cmentarzu Powązkowskim w Warszawie (kwatera 173-5-33).

## Ordery i odznaczenia
- Krzyż Kawalerski Orderu Odrodzenia Polski (11 listopada 1936)[4]
- Złoty Krzyż Zasługi (9 listopada 1931)[5]